# قلمرو شمال‌غرب، فورت ریلاینس
قلمرو شمال‌غرب (به انگلیسی: Fort Reliance) یک منطقهٔ مسکونی در کانادا است که در South Slave Region واقع شده‌است. فورت ریلاینس در اصل در سال ۱۸۳۳ توسط جورج بک در اعماق قطب شمال دراقیانوس قطب شمال از طریق رودخانه عقب کشف و نامگذاری شد.